# Дельп, Альфред
Альфред Дельп (нем. Alfred Delp; 15 сентября 1907, Мангейм — 2 февраля 1945, Берлин) — немецкий католический священник, член ордена иезуитов, участник Движения Сопротивления в Германии.

## Семья и присоединение к католической церкви
Его отец был протестантом, мать — католичкой. Несмотря на крещение в католической церкви, посещал протестантскую школу и прошёл конфирмацию в лютеранской церкви в 1921. Однако вскоре юноша перешёл в католическую церковь, получив в ней первое причастие и конфирмацию. Католический священник, наставлявший его, видя способности и стремление к учёбе, помог ему поступить в школу Гёте в Дибурге. Одновременно с учёбой, Альфред участвовал в католическом молодёжном движении «Союз „Новая Германия“».

## Член ордена иезуитов
После окончания среднего образования он в 1926 вступил в орден иезуитов. Затем Дельп изучал философию в Пуллахе, работал префектом и преподавателем физкультуры в школе святого Бласиена в Шварцвальде. После завершения изучения богословия в Валкенбурге (Нидерланды) и Франкфурте он был посвящён в сан священника в Мюнхене в 1937. Дельп не был допущен к работе над докторской диссертацией в Мюнхенском университете по политическим мотивам. С 1939 он публиковался в иезуитском издании Stimmen der Zeit, которое было закрыто нацистами в апреле 1941. Был назначен настоятелем церкви Святого Георгия в Богенхаузене близ Мюнхена. Тайно помогал евреям, бежавшим из нацистской Германии в Швейцарию.

## Антинацистская деятельность
Проходил служение в период преследований нацистами представителей ордена иезуитов. Провинциал ордена иезуитов Августин Рёш находился в оппозиции к гитлеровскому режиму — именно он рекомендовал Дельпа для участия в деятельности антинацистского «кружка Крейзау», возглавлявшегося Хельмутом Джеймсом фон Мольтке. С 1942 Дельп вместе с другими участниками кружка занимался разработкой новой общественной модели для послевоенной Германии. Он предусматривал особую роль католического социального учения в рамках этой модели.

## Арест и гибель
После неудачи покушения на Гитлера 20 июля 1944 Дельп был арестован в Мюнхене (28 июля), хотя он не участвовал в подготовке заговора (вопрос о том, знал ли он о планах покушения, остаётся неясным). Содержался в тюрьме Тегель в Берлине, тайно служил мессу и написал несколько проповедей, посвящённых адвенту (рождественскому посту) и празднику Рождества, которые были тайно переправлены на волю. Во время пребывания в тюрьме гестаповцы предложили о. Дельпу освобождение в обмен на выход из ордена иезуитов, но он ответил отказом.
На процессе в Народной судебной палате 9-11 января 1945 Дельп был приговорён к смертной казни за участие в деятельности «кружка Крейзау». 2 февраля он был повешен в берлинской тюрьме Плётцензее. Вплоть до вынесения приговора он постоянно ходил в наручниках.

## Память об отце Дельпе
В память об о. Дельпе в Германии названы много школ (в том числе в Бремерхафене), католическое студенческое общежитие в Мангейме, пансион в университетском городке колледжа Канизиус в Берлине также имеет его название. В Дибурге его именем названы гимназия, католический общественный центр и улица. Бундесвер назвал в его честь казарму. Памяти о. Дельпа посвящена почтовая марка, выпущенная в ФРГ.